# Luigi Agosti
Luigi Agosti (Treviso, 19 gennaio 1917 – Refrontolo, 14 ottobre 1944) è stato un partigiano italiano.
Laureato in agraria e di famiglia aristocratica, l'8 settembre 1943 era di servizio a Venezia. All'annuncio dell'armistizio si dà alla macchia con un gruppo di suoi soldati. Combatte per oltre un anno contro i nazifascisti, insieme al fratello Giuseppe, poi caduto con lui in un'imboscata.